# Scrobigera hesperioides
Scrobigera hesperioides är en fjärilsart som beskrevs av Walker 1862. Scrobigera hesperioides ingår i släktet Scrobigera och familjen nattflyn. Inga underarter finns listade.